# 哈姆扎·荷洛威
哈姆扎·荷洛威（Hamza Haloui，1994年7月10日—）是一名阿爾及利亞角力運動員，主攻男子古典式項目。他曾獲得非洲運動會男子古典式98公斤級亞軍。

## 外部連結
- International Wrestling Datbase （页面存档备份，存于）